# Ламегівська діоцезія

Лісабонський патріархат
Бразька архідіоцезія
Еворська архідіоцезія

Ламе́гівська діоце́зія (лат. Dioecesis Lamecensis; порт. Diocese de Lamego) — діоцезія (єпископство) Римо-Католицької Церкви у Португалії, з центром у місті Ламегу. Очолюється єпископом Ламегівським. Охоплює територію Ламегу. Площа — 2848 км². Суфраганна діоцезія Бразької архідіоцезії. Станом на 2013 рік поділялася на 223 парафій. Головний храм — Ламегуський собор Внебовзяття Діви Марії. Створена в VI столітті. Знищена під час мусульманської навали. Переустановлена 1143 року за понтифікату римського папи Інокентія II і правління португальського короля Афонсу I. 22 квітня 1922 року передала частину території новоствореній Віла-Реалська діоцезія. Єпископ з 2011 року — Антоніу Жузе да Роша Коту. Інша назва — Ламегівське єпископство (порт. Bispado de Lamego).

## Єпископи
- 1570—1573: Мануел де Алмада-Мінезіш